# Мачете (группа)
Маче́те (или Machete) — украинская рок-группа, созданная лидером группы «ТОКИО» Ярославом Малым в 2011 году.

## История
Изначально «Мачете» задумывался исключительно как интернет-проект, существующий параллельно группе «ТОКИО». Ярослав Малый — лидер «ТОКИО», создавая новый проект, планировал уйти от крупных концертных и телевизионных форматов. В музыкальном плане группа должна была исполнять песни, не вписывающиеся в репертуар «ТОКИО». Первый клип «Нежность», с участием актрисы Равшаны Курковой был низкобюджетным, несмотря на это он набрал несколько десятков миллионов просмотров. Позже были сняты клипы на треки «Не расставайтесь» и «Папа». С ними группа вышла за пределы сети и изначального замысла, попав в ротацию крупных радиостанций и телеканалов. По итогам 2011 года издание Коммерсантъ Weekend назвала Ярослава Малого за проект «Мачете» — интернет-героем года.
В 2011 году был создан независимый музыкальный лейбл Machete Records, объединяющий все действующие на то время проекты Ярослава Малого. В 2012 году группа приняла участие в «Рождественских встречах Аллы Пугачёвой», была номинирована на премию MTV Europe Music Awards, получила награду «Звуковая дорожка» за клип «Нежность» как лучшее видео года.
В 2013 году группа выпустила видео «Между висками», которое стало саундтреком к фильму Алексея Смирнова «Сомнамбула». Позднее песня вошла в дебютный альбом «МАЧЕТЕ». Летом 2013 группа записала гимн Олимпийских игр «Сочи 2014». В 2014 году вышел клип «Новый герой» и несколько синглов. 30 ноября 2014 года в Crocus City Hall состоялся совместный концерт музыкальных проектов Ярослава Малого. Первая часть концерта была посвящена группе «МАЧЕТЕ», вторая — «ТОКИО» .
В конце 2018 года после четырёх лет творческого перерыва группа возобновила концертную деятельность.

## Состав группы
В разное время в группе работали: Демьян Курченко, Глеб Соловьёв, Илья Шаповалов, Александр Зингер, Михаил Лисов, Поль Солонар и другие музыканты.
- Ярослав Малый — основатель и лидер группы, вокалист, гитарист
- Поль Солонар — клавиши

## Дискография
Номерные альбомы:
- 2012 — Мачете
- 2019 — I’MPULS
- 2021 — News Time
- 2023 — AMBASSADOR
- 2024 — EMPYROS

Синглы:
- 2017 — Емет
- 2018 — Крепче меня держи
- 2018 — Спитай мене
- 2019 — Лови момент

Клипы:
- 2011 — Не расставайтесь
- 2012 — Пацаны
- 2013 — Папа
- 2013 — Между висками
- 2014 — Новый герой
- 2018 — Крепче меня держи